# 베이비돌

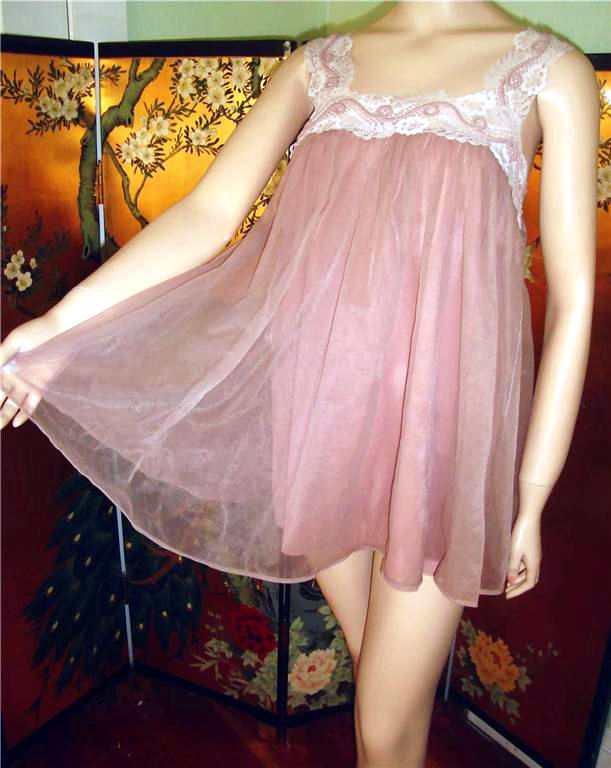
베이비돌

베이비돌(Babydoll)은 여성용 잠옷으로 만든 나이트 가운 또는 네글리제를 말한다. 짧고, 종종 소매가 없고, 헐거운 것이 특징이다.
1956년 영화 《베이비 돌》로 명칭이 널리 알려졌다.

## 같이 보기
- 미니스커트